# Rio Guadarrama

O rio Guadarrama é um rio da província de Madrid, e província de Toledo, na Espanha. É um afluente do rio Tejo e tem um comprimento de 131 km. Nasce no município de Navacerrada, no lado sul da serra de Guadarrama.